# Bistrica (szlovéniai folyó)
A Bistrica vagy Bohinjska Bistrica, magyarul Beszterce vagy Bohinji-Beszterce (németül: Wochein Feistritz) patak Szlovénia északnyugati részén, a Száva vízgyűjtőjén. A Sava Bohinjka legjelentősebb, jobb oldali mellékvize.
Egy évszázaddal ezelőtt vizét fából épült csatornában egy vízerőműbe vezették, mely a Bohinji vasútvonal alagútjának kifúrásához termelt áramot. Jelenleg Bohinjska Bistrica vízellátására hasznosítják a kristálytiszta vizet.

## Turizmus
Szurdoka nem járható, látványos forrása a vízeséssel ugyanakkor több irányból megközelíthető, Bohinjska Bistricából jelzett turistaúton.